# Кастания (дем Кардица)
Вижте пояснителната страница за други значения на Кастания.
Кастания (на гръцки: Καστανιά) е планинско селце в дем Кардица, Гърция, разположено на 800 метра надморска височина. Сред най-важните исторически села на района. Намира се на 23 км от Кардица на брега на язовир Пластира.
Първото документирано свидетелство за селото е османско от 1454 г. Неговите жители са запомнени като поклонници в манастирите на Метеора и на други места, като пътешествениците го описват като едно от най-важните села на тесалийската Аграфа (Пуквил) с 500 семейства (Уилям Лийк, 1810). Кастания е родно място на двама вселенски патриарси – Калиник II Константинополски (1688-1702) и Серафим I Константинополски (1733-1734), епископи, учители и учени, а училището му се споменава още в края на XVII век. Жителите му се отбелязани като каракачани.
По време на гръцката завера в Кастания се намира щаба на Георгиос Караискос, но селището е включено в границите на Гърция по силата на Константинополския договор от 1881 г. Селото е опустошено по време на гражданската война в Гърция.

## Личности
Родени в Кастания
- Калиник II Константинополски
- Серафим I Константинополски